# Gennaro Tedeschini Lalli
Gennaro Tedeschini Lalli (Ficulle, 22 novembre 1889 – Roma, 15 marzo 1948) è stato un generale e aviatore italiano, pluridecorato combattente della guerra italo-turca e della prima guerra mondiale, fu comandante dell'Aeronautica dell'Africa Orientale tra il maggio 1937 e il dicembre 1939. Durante la seconda guerra mondiale comandò la 1ª Squadra aerea e la 2ª Squadra aerea.

## Biografia
Nacque a Ficulle in provincia di Terni il 22 novembre 1889, figlio di Domenico. Arruolato nel Regio Esercito partecipò come sottotenente di fanteria alla guerra italo-turca, combattendo in Libia, meritandosi una Medaglia di bronzo al valor militare. Durante la prima guerra mondiale combatté dapprima nelle file del Regio Esercito, transitando successivamente nel battaglione aviatori assegnato ai dirigibili, e meritandosi due medaglie d'argento al valor militare per le azioni belliche da lui compiute. Nel corso del 1923 entrò a far parte della neocostituita Regia Aeronautica.
Nel giugno 1926 fu insignito dell'onorificenza di Cavaliere dell'Ordine della Corona d'Italia. Nella prima metà degli anni Trenta fu comandante del 1º Stormo, della 1ª Brigata Aerea da Bombardamento, e dal novembre 1934 della 1ª Zona Aerea Territoriale (Z.A.T.) di Milano, avendo alle sue dipendenze come Capo di stato maggiore il colonnello Gian Mario Beltrami, per passare successivamente al comando della 2ª Z.A.T. Il 10 maggio 1937 fu nominato comandante del Comando aeronautica dell'Africa orientale italiana in sostituzione del generale di divisione aerea Renato Mazzucco. Diresse le operazioni aeree in contrasto alla guerriglia etiopica fino al 1º dicembre 1939, quando fu sostituito dal generale Pietro Pinna Parpaglia. Ritornato in Patria assunse il comando della 2ª Squadra aerea, costituita in Sicilia il 1º luglio 1938, avente Quartier generale a Palermo.

### La seconda guerra mondiale
All'entrata in guerra dell'Italia, il 10 giugno 1940, la 2ª Squadra aerea iniziò subito le operazioni belliche contro obiettivi situati a Malta, in Algeria e in Tunisia. Il 23 dicembre 1940 la 2ª Squadra aerea fu trasferita a Padova in previsione delle operazioni belliche contro la Jugoslavia, da effettuarsi in collaborazione con la 4ª Squadra aerea e con l'Aeronautica dell'Albania. Lasciò tale comando il 15 giugno del 1941 per assumere il giorno dopo quello della 1ª Squadra aerea, che mantenne fino al 1º ottobre 1942. Lasciato tale incarico fu nominato nuovamente comandante della 1ª Zona Aerea Territoriale (Z.A.T.) di Milano. Nei primi mesi del 1943 espresse al Capo di stato maggiore della Regia Aeronautica, generale Rino Corso Fougier, i propri dubbi sulla tenuta morale dei quadri della Regia Aeronautica. Divenuto presidente del Comitato Superiore dell'Aeronautica il 1 luglio 1943, alla vigilia dell'invasione del territorio nazionale e della caduta del regime fascista, redasse un rapporto in cui denunciava lo stato del personale dell'aeronautica, mettendo in evidenza le carenze addestrative, di comando e la presenza nei reparti di molti imboscati e raccomandati. Morì a Roma, il 15 marzo 1948.

### Annotazioni
1. ↑  A parte quella dei giovani piloti, in particolare di quelli appartenenti ai corsi regolari della Regia Accademia Aeronautica di Caserta.
2. ↑  L'addestramento, in particolare quello dei piloti destinati ai plurimotori, era rimasto quello di quando la Regia Aeronautica contava su poche centinaia di piloti, ed era già stato denunciato da lui in Relazione n.1 sull'efficienza morale e sulle condizioni spirituali del personale, 14 marzo 1942-XX.

### Fonti
1. 1 2 3 4  Ufficio Storico dell'Aeronautica Militare 1969, p. 185.
2. 1 2  Gazzetta Ufficiale del Regno d'Italia n.192, del 18 agosto 1928-VI.
3. 1 2 3 4  Generals.
4. 1 2  Lioy 1965, p. 218.
5. ↑  Ferrari, Garello 2005, p. 175.
6. 1 2  Ferrari, Garello 2005, p. 176.
7. ↑  Supplemento ordinario alla Gazzetta Ufficiale del Regno d'Italia n.221, del 2 settembre 1937.XIV.
8. ↑  Gazzetta Ufficiale del Regno d'Italia n.47, del 27-II-1932.